# Polyorchis
Polyorchis is een geslacht van neteldieren uit de familie van de Corynidae.

## Soorten
- Polyorchis haplus Skogsberg, 1948
- Polyorchis karafutoensis Kishinouye, 1910
- Polyorchis penicillatus (Eschscholtz, 1829)